# 2008年夏季奥林匹克运动会乌拉圭代表团
2008年夏季奥林匹克运动会烏拉圭代表团派出12名运动员参加2008年8月8日至24日在中国北京主办的第29届夏季奥运。